# Longré
Longré é uma comuna francesa na região administrativa da Nova Aquitânia, no departamento de Charente. Estende-se por uma área de 14,73 km². Em 2010 a comuna tinha 193 habitantes (densidade: 13,1 hab./km²).